# Adelle Onyango
Adelle Onyango (nascida em 5 de fevereiro de 1989) é uma apresentadora de rádio, ativista social e personalidade da mídia queniana. Ela foi selecionada como uma das 100 mulheres da BBC de 2017 e uma das melhores mulheres da OkayAfrica em 2018.

## Infância e educação
Adelle Onyango é do Quênia, mas cursou o ensino médio em Botswana. Em 2008, ela foi estuprada por um estranho em Westlands, na cidade de Nairóbi, capital do Quênia. Desde então, Adelle Onyango apoiou causas para dar suporte às vítimas de estupro, como a fundação da campanha "Não é não" (No Means No). Ela estudou jornalismo e psicologia na United States International University Africa, onde se especializou em relações públicas. Ela sempre se interessou por poesia, mas sentiu que não havia espaço suficiente para ela e seus colegas artistas. Em seu último ano na universidade, ela iniciou uma noite de microfone aberto, onde poetas e músicos compartilhavam seus trabalhos. Ainda na universidade, Adelle Onyango foi caçada pela Then One FM, uma estação de rádio queniana, e recrutada para apresentar seu programa de rádio drive time. Adelle Onyango perdeu a mãe para o câncer de mama em 2012, o que a motivou a se envolver em campanhas de conscientização e tratamentos.

## Carreira
Adelle Onyango trabalhou como apresentadora da estação de rádio queniana Kiss FM Nairóbi, onde apresentou o programa de café da manhã de sábado por sete anos. Na Kiss FM, ela iniciou um programa de sábado à noite no qual tocava música africana. Durante seu tempo no KISS, ela se tornou uma influenciadora de mídia social, com seus seguidores se autodenominando #TeamAdelle. Ela deixou a Kiss FM em 2019.
Em 2015, a Intel anunciou que Adelle Onyango era uma de suas embaixadoras da campanha She Will Connect. Nessa função, ela treinou mulheres na África para serem mais confiantes online e usarem a internet como uma ferramenta de empoderamento. Ela se manifestou contra os trols online, dizendo: "...seja melhor ou cresça. Lide com seus problemas internos em vez de projetá-los em nós." Em 2016, Adelle Onyango estabeleceu um programa de orientação, o Sisterhood, que oferece apoio a mulheres na África. Através de No Means No e do Sisterhood, Adelle Onyango ajuda as mulheres a acessar terapias e casas seguras, além de oferecer aulas de autoconfiança para vítimas de estupro. Ela trabalhou para defender as mulheres quenianas e os jovens e lançou uma nova iniciativa, Unapologetically African, em 2018. Como parte desse esforço, ela desenvolveu um programa de experiência de trabalho para alunas do ensino médio.
Ela iniciou o podcast Legally Clueless, em março de 2019, veiculado pela Trace 95.3 FM. O show tem um formato de áudio e vídeo. A Meru University of Science and Technology apresentou um episódio ao vivo de Legally Clueless em novembro de 2019. Adelle lançou seu 100º episódio de Legally Clueless em fevereiro de 2021. O podcast foi um dos principais podcasts do Spotify em agosto de 2021.
Ela é coautora com Lanji Ouku do livro Our Broken Silence, documentando as vozes de sobreviventes de estupro, familiares, ativistas e outros, publicado em março de 2022.

### Prêmios e honras
- 2017 - Uma das 100 mulheres mais inpiradoras do mundo da BBC.[27]
- 2018 - Uma das 100 melhores mulheres da OkayAfrica.[11]
- 2019 - Uma das duas quenianas incluídas nos 100 jovens africanos mais influentes do Africa Youth Awards.[28]